# 大野正男
大野 正男（おおの まさお、1927年9月3日 - 2006年10月28日）は日本の弁護士。最高裁判所判事。
東京府出身。小学生時代に大蔵官僚であった父大野龍太が帝人事件で逮捕・起訴され、無実の罪で3年半のあいだ未決勾留された経験から弁護士志望となる。
第一高等学校 (旧制)を経て、1951年、東京大学法学部卒業。在学中は政治思想史の丸山ゼミに所属。一旦会社勤めをした後、1954年に弁護士登録。弁護士としては海野普吉に師事。弁護士としては悪徳の栄え事件、砂川事件、西山事件、全逓中郵事件、羽田空港デモ事件、飯塚事件、芸大事件を担当した。
1993年4月に最高裁判事に就任。1997年9月に定年退官。
1999年、勲一等瑞宝章受章。

## 著書
- 『裁判における判断と思想 判決分岐点の追究』日本評論社 1969
- 『社会のなかの裁判』（岩波書店、1998年）
- 『弁護士から裁判官へ－最高裁判事の生活と意見』（岩波書店、2000年）

## 共編著
- 『条解改正公労法・地公労法』松岡三郎,内藤功共著 弘文堂 1957
- 『フィクションとしての裁判 臨床法学講義』大岡昇平対談 朝日出版社・レクチャーブックス 1979
- 『刑事裁判の光と陰 有罪率99%の意味するもの』渡部保夫共編 有斐閣 1989 人権ライブラリイ